# José Domingo Coronel
José Domingo Coronel (Santiago del Estero, 1946) es un político y funcionario argentino, intendente municipal de la ciudad de Córdoba entre 1974 y 1976.

## Datos biográficos
Nació en la ciudad de Santiago del Estero el 12 de marzo de 1946, y sus padres fueron José Domingo Coronel y Alcira Moyano.
Tras obtener el título de contador público, el 11 de marzo de 1973 fue elegido concejal de la ciudad de Córdoba por el FREJULI y asumió su banca el 25 de mayo de ese año.
Cuando el presidente del Concejo Deliberante e intendente interino Miguel Flores presentó su renuncia, poco después del derrocamiento del gobernador Obregón Cano de quien Flores era aliado, Coronel fue designado para reemplazarlo en ambos cargos a partir del 3 de marzo de 1974. El 27 de abril el intendente titular Juan Carlos Ávalos, quien estaba de licencia por enfermedad, reasumió el mando y Coronel volvió a su banca.
Poco más tarde, el 5 de septiembre de 1974, el intendente Ávalos falleció. Coronel retornó a la intendencia interina durante 20 días en los cuales se debatió acerca de quién habría de completar el mandato. Finalmente Coronel fue nombrado por el cuerpo de concejales como nuevo intendente titular, con apenas 28 años, asumiendo formalmente el 25 de septiembre. Se rodeó de un equipo integrado principalmente por jóvenes que, años después, ocuparían lugares de importancia en la política provincial: su secretario de gobierno fue el futuro gobernador José Manuel de la Sota.
Tras la muerte de Juan Domingo Perón, formó una agrupación llamada De pie junto a Isabel que respaldaba a la hasta ese momento vicepresidenta, encaró una reforma municipal dando lugar a divisiones administrativas de la Municipalidad de Córdoba, en la Argentina, en los cuales se pueden realizar trámites que se efectúan en el palacio municipal 6 de Julio. Fueron creadas 12 sedes zonales para la consulta y tramitación de impuestos y servicios, estos nuevos centros participaban mediante reuniones vecinales en la gestión municipal y la controlan, además de representar a los vecinos de la jurisdicción que les correspondía. 
Fue depuesto y llevado detenido el 24 de marzo de 1976 al producirse el golpe militar que daría inicio al llamado Proceso de Reorganización Nacional.
Posteriormente, en la década del 90, fue subsecretario de coordinación del ministerio de justicia de la Nación, siendo ministro Raúl Granillo Ocampo y promovió la incorporación de la Argentina a la Convención Americana sobre Derechos Humanos a la Constitución,.